# Sylvester Levay
Sylvester Levay (Subotica, 16 mei 1945) is een Hongaars componist.

## Carrière
Levay begon zijn muzikale studie op achtjarige leeftijd. Zijn muzikale invloeden zijn onder meer afkomstig van Amerikaanse muziek. Hij werd arrangeur en tekstschrijver, en schreef in Duitsland met collega Michael Kunze vele succesvolle theaterstukken.
Hij schreef nummers voor onder meer Elton John, Donna Summer en Penny McLean. Levay ontving een Grammy Award voor het disconummer "Fly, Robin, Fly" uit 1975. Het was het eerste in Duitsland geproduceerde nummer dat op de eerste plek in de Amerikaanse hitlijsten verscheen.
Levay woonde van 1980 tot 2000 in Hollywood waar hij filmmuziek componeerde. Hij werkte onder andere samen met Michael Douglas, Charlie Sheen en George Lucas.
Vanaf de jaren 90 richtte Levay zich meer op musicals. Met Kunze schreef hij Elisabeth, Mozart!, Rebecca en Marie Antoinette, waarbij Kunze de teksten verzorgde en Levay de muziek.

## Composities
- "Fly, Robin, Fly" (1975, single voor Silver Convention)
- Get Up and Boogie (1976, album voor de Duitse discogroep Silver Convention)
- "Victim of Love" (1979, voor Elton John)
- "You to Me" (1996, voor Donna Summer)

### Filmmuziek (selectie)
- Scarface soundtrack (1983, als arrangeur)
- Flashdance (1983, met Giorgio Moroder)
- Where the Boys Are (1984)
- Invitation to Hell (1984)
- Airwolf (1984-1986)
- Creator (1985)
- My Man Adam (1986)
- Cobra (1986)
- Mannequin (1987)
- Werewolf (1987-88, televisieserie)
- Probe (1988, televisieserie)
- Navy SEALs (1990)
- Stone Cold (1991)
- Hot Shots! (1991)
- Medicopter 117 (1998-2006)

### Musicals
- Hexen hexen (1990)
- Elisabeth (1992)
- Mozart! (1999)
- Rebecca (2006)
- Marie Antoinette (2006)
- Lady Bess (2014) Japanse productie
- Ouke no Monshou (2016) Japanse productie

## Prijzen en onderscheidingen
- Grammy Award voor Fly, Robin, Fly (1975)
- Goldene Stimmgabel (2002)
- Goldene Europa (2002)
- Eremedaille Wenen (2006)